# 명인초등학교
명인초등학교는 대한민국 경기도 수원시 장안구에 있는 공립 초등학교이다.

## 학교 연혁
- 1999.09.01 초대 박상순 교장 취임
- 1999.09.06 7학급으로 개교
- 2000.03.01 병설유치원 1학급 설립 인가
- 2001.09.01 제2대 고용차 교장 취임
- 2001.09.01 특수재택 1학급 인가
- 2005.03.01 제3대 백선흠 교장 취임
- 2007.09.01 제4대 구자길 교장 취임
- 2008.03.01 특수학급 1학급 증설(특수 3학급)
- 2010.09.01 제5대 김학유 교장 취임
- 2011.05.01 돌봄 교실 1학급 인가
- 2014.02.14 제15회 졸업식(213명 졸업)
- 2014.03.01 43학급 편성(특수 3학급 포함), 유치원 1학급
- 2014.03.01 돌봄 교실 2학급 증설(돌봄 3학급)
- 2015.02.13 제16회 졸업식(203명 졸업)
- 2015.03.01 41학급 편성(특수 2학급 포함), 유치원 1학급